# Рубертс, Янис
Янис Рубертс (Ян Руберт) (латыш. Jānis Ruberts, 1874 году, Болдерая, Лифляндская губерния, Российская империя — 1934 году, Рига, Латвия) — известный латвийский и российский офтальмолог, исследователь патологии глаза. Второй ректор ЛУ. Доктор медицины и профессор ЛУ. Янис Рубертс — основоположник латвийской научной школы офтальмологии и высшего образования в офтальмологии.

## Биография
Янис Рубертс окончил Дерптский университет, работал там же в клинике по изучению глазных болезней. В 1903 году переехал в Звенигородку, где работает офтальмологом, с 1910 года преподает в Киевском университете. В 1922 году возвращается в Латвию и начинает работать в Латвийском университете. Становится профессором офтальмологии Медицинского факультета ЛУ. Избирается директором Клиники болезней глаза. В 1923 году избирается деканом Медицинского факультета ЛУ, а 16 мая 1923 года ректором Латвийского университета. В 1925 году оставляет пост ректора ЛУ.

## Научные публикации
Янис Рубертс опубликовал около 40 научных трудов.
- И. Ю. Руберт. О заболеваниях глаз при проказе: диссертация на степень доктора медицины. Oффициальные оппоненты: В. Г. Цеге фон Мантейфель, К. К. Дегио, Ф. О. Евецкий. – Юрьев, 1903. – 175 с. – Лит.: с.168-173 (medicīnas doktora disertācija)
- Über Veränderungen des Augenhintergrundes bei Lepra. Mitteilungen aus der Augenklinik in Jurjew. – H.2 (1905), S.1-35.
- Руберт И. Ю. Звенигородская глазная лечебница Попечительства Императрицы Марии Александровны о слепых и желательные в ней преобразования. Звенигородка, 1907. 8 с.
- J.Rubert. Ein Beitrag zu den Anomalien des Augenhintergrundes: zwei Fälle von ungewöhnlicher Ektasie in der unteren Fundushälfte. Zeitschrift für Augenheilkunde. – Bd.20, H.6 (1908), S.551-557.
- Я.Руберт. О действиях адреналина на внутриглазное давление. Вестник офталмологии. – Т.XXV, N 1 (1908), c.3-46 : табл.
- Я.Руберт. Отчеты о деятельности Звенигородской глазной лечебницы за 1904-1907 г. – Звенигород, 1908.
- J.Rubert. Über den Einfluss des Adrenalins auf den intraokularen Druck. Zeitschrift für Augenheilkunde. – Bd.21, H.2(1909), S.97-115 ; Bd.21, H.3 (1909), S.224-239.
- Я.Руберт. Ulcus corneae rodens (Mooren). Вестник офталмологии. – Т.XXVI, N 11 (1909), c.923-936.
- Hyaline degeneration of the cornea. Archives of Ophthalmology. – (1910).
- Zur hyalinen Degeneration der Hornhaut. Archiv für Augenheilkunde. – Bd.60 (1910), S.271-294.
- Zur Kenntnis der intraskleralen Zysten. Klinische Monatsblätter für Augenheilkunde. – Jg.48, Beil.-H. (1910), S.145-154.
- Iridochorioiditis serosa nach langjährigem Verweilen eines Eisensplitters im Auge, zugleich ein Beitrag zur Siderosis bulbi. Albrecht von Graefes Archiv für Ophthalmologie. – Bd.78, H.2 (1911), S.268-296. Rec.: Agricola, B. [Recenzija]. Monatsblätter für Augenheilkunde. – Jg.49, Bd.12 (1911), S.545.
- Nachtrag zur Embolie der Arteria centralis retinae. Klinische Monatsblätter für Augenheilkunde. – (1911).
- Über die Embolie der Arteria centralis retinae: pathologisch-histologische Untersuchung. Klinische Monatsblätter für Augenheilkunde. – Bd.12 (1911, Dez.), S.721-738.
- Я.Руберт. О внутриглазном давлении и способах его определения. Сборник статьей, посвященный проф. Образцову по случаю XXXV-летия его врачебной и научно-педагогической деятельности. – Киев, 1911.
- Über die Ätiologie der phlyktänulären Augenentzündung. Klinische Monatsblätter für Augenheilkunde. – Bd.14 (1912, Sept.), S.273-312.
- И.Ю.Руберт. О сочувственном воспалении глаза. Вестник офталмологии. – N 6 (1912).
- Über Hornhautpigmentierung beim Meerschweinchen. Archiv für vergleichende Ophthalmologie (1914).
- Я.Руберт. По поводу патолого-анатомических изменений при сочувственном воспалении глаз. Сборник, посвященный памяти профессора Высоковича. – Киев : Тип. А.М.Пономарева, 1914. – 17 c.
- Я.Руберт. О врожденных помутнениях роговицы, спаянных с радужной оболочкой. Вестник офталмологии. – T.XXIV (1917).
- Я.Руберт. О зрачковой перепонке и её остатках в внутробной жизни (о спаянных с роговой оболочкой в особенности). Вестник офталмологии. – Т.XXIV, N 6, 7, 8 (1917, июнь, июль, авг.), с.181-191.
- Я.Руберт. О расстройствах зрения при хроническом отравлении денатурированным спиртом. Университетские известия. – Киев, 1917. – N 11-12 (1917), с.1-59.
- Я.Руберт. О расстройствах зрения при хроническом отравлении денатурированным спиртом. Киев : Тип. ун-та св. Владимира, 1918. – 53 с.
- Jānis Ruberts. Acis kā dvēseles un miesas spogulis. Latvijas Augstskolas Raksti. – Rīga, 1923. – 8.[sēj.], [289.]-297.lpp.
- Jānis Ruberts. Par acu slimību ārstēšanu ar tuberkulīnu pēc Ponndorfa. Latvijas Ārstu Žurnāls. – Nr.1 (1923), 18.-23.lpp.
- Jānis Ruberts. Par oftalmoloģiju, viņas nodibināšanos un attīstīšanos sakarā ar pārējo medicīnu. Izglītības Ministrijas Mēnešraksts. – Nr.8 (1923, aug.), 875.-885.lpp.
- J.Rubert. Recherches sur les restes de la membrane pupillaire adherents a la cornee. Latvijas Augstskolas Raksti. – Rīga, 1923. – 8.[sēj.], [299.]-344.lpp.
- Jānis Ruberts. Starextraction bei Microphthalmus. Русский офтальмологический журнал: юбилейный сборник проф. Головина. –(1929).
- И.Ю.Руберт. О заболеванях слезных канальцев при трахоме. Архив офталмологии. – Т.VI, ч.II, III (1929), c.160-166. Спец. вып.: Сборник статей посвященных Василию Васильевичу Чирковскому его друзьями ко дню 30-летия его научной деятельности (1899–1929 гг.).
- И.Руберт. Экстракция катаракты в случае двустороннего микрофтальма с остатками эмбриональной ткани в передней камере и в стекловидном теле. Русский офтальмологический журнал. – N 10(1929), c.474-477. Спец. вып.: Сборник работ посвящаемый профессору С.С.Головину друзьями, товарищами и учениками к сорокалетию его научно-врачебной деятельности, 1889-1929.
- E.Blessig, J.Rubert, P.Avižonis. Üld–Balti oftalmoloogidepäeva esialgsed juhtnöörid. Eesti Arst. – [N] 3 (1930), lk.125.
- J.Ruberts. Soonkesta irdumisest peale skleraaltrepanatsiooni Ellioti järgi. Eesti Arst. – N 9 (1930), lk.442-443.
- Über Aderhautablösung nach der Skleraletrepanation von Elliot. Klinische Monatsblätter für Augenheilkunde und für augenärztliche Fortbildung. – Bd.85 (1930, Juli-Dez.), S.719-720.
- J.Ruberts. Über Aderhautablösung nach der Skleral–Trepanation von Elliot. Kopsav. latv. val.: Par dzīslenes atslānīšanos pēc Elliota trepanācijas. Latvijas Universitātes Raksti. – 1.sēj., Nr.7(1931), 227.-239.lpp.
- Jānis Ruberts. Über Entbindung des Altersstars in der Kapsel bei Keratokonus. Klinische Monatsblätter für Augenheilkunde und für augenärztliche Fortbildung. – Bd.86 (1931, Jan.-Juni), S.615-617.
- J.Rubert. Konjuktiivtrahoomi klassifikatsioonist. Eesti Arst. – N 5(1933), lk.249.
- J.Rubert. Pisarakanalite haigestumisest trahoomi puhul. Eesti Arst. – N 5 (1933), lk.251.
- Jānis Ruberts. S.S.Golowin: ein Nachruf. Klinische Monatsblätter für Augenheilkunde und für augenärztliche Fortbildung. – Bd.89 (1932,Juli.-Dez.), S.667-668.
- Jānis Ruberts. Zur Erkrankung der Tränenrörchen, insbesondere bei Trachom: im Auszuge mitgeteilt an 27.Mai 1932 nebst Demonstration mikroskopischer Präparate in der All-Baltischen Ophthalmogen-Tagung (A.B.O.T.) in Kaunas (Litauen). Klinische Monatsblätter für Augenheilkunde und für augenärztliche Fortbildung. –Bd.89 (1932, Juli-Dez.), S.193-209.
- Jānis Ruberts. Zur Klassifikation des Bildenhauttrachoms. Klinische Monatsblätter für Augenheilkunde und für augenärztliche Fortbildung. – Bd.89 (1932, Juli-Dez.), S.401.
- Jānis Ruberts. Zur Klassifikation des Trachoms. Latvijas Ārstu Žurnāls. – Nr.6 (1932), 341.-345.lpp.
- Jānis Ruberts. Notizen zur Behandlung des Trachoms: Vorträg zur 4.All-Baltischen ophthalmologen-Tagung (A.B.O.T.) in Riga. Klinische Monatsblätter für Augenheilkunde und für augenärztliche Fortbildung. – Bd.93 (1934, Sept.), S.327-332.
- Jānis Ruberts. Zystenbildung als Spätfolge trachomatöser Erkrankung des Tränenröhrchens. Klinische Monatsblätter für Augenheilkunde und für augenärztliche Fortbildung. – Bd.93 (1934, Nov.), S.653-656.
- И.Ю.Руберт. Заметки по поводу лечения трахомы. Сборник в ознаменование сорокалетия научной деятельности заслуженного деятеля науки М.И.Авербаха. – Москва ; Ленинград, 1935. – С.400-405.